# Dmitrij Kaczin
Dmitrij Iwanowicz Kaczin (ros. Дмитрий Иванович Качин, ur. 7 listopada 1929 we wsi Bolszaja Rieczka w rejonie kabańskim) – radziecki polityk, dyplomata, członek KC KPZR (1971-1976 i 1981-1990).
Od 1945 pływał na kutrach rybackich na Bajkale, od 1953 członek KPZR, 1954 ukończył Moskiewski Instytut Techniczny Przemysłu i Gospodarki Rybnej, a 1961 Wyższą Szkołę Partyjną przy KC KPZR. Mistrz trałowy, pracował w zarządzie floty kamczackiej m.in. jako szef wydziału, a 1961-1963 sekretarz komitetu partyjnego. 1963-1965 II sekretarz, a 1965-1968 I sekretarz Komitetu Miejskiego KPZR w Pietropawłowsku Kamczackim, 1969-1971 przewodniczący Komitetu Wykonawczego Kamczackiej Rady Obwodowej. Od lutego 1971 do 15 czerwca 1986 I sekretarz Kamczackiego Komitetu Obwodowego KPZR, od 21 lipca 1986 do 1990 ambasador nadzwyczajny i pełnomocny ZSRR w Wietnamie. 1971-1976 członek KC KPZR, 1976-1981 zastępca członka KC, a 1981-1990 ponownie członek KC KPZR. Deputowany do Rady Związku Rady Najwyższej ZSRR od 9 do 11 kadencji. W 1999 otrzymał honorowe obywatelstwo Pietropawłowska Kamczackiego.

## Odznaczenia
- Order Lenina (6 listopada 1979)
- Order Rewolucji Październikowej
- Order Czerwonego Sztandaru Pracy (dwukrotnie)
- Medal „Weteran pracy”